# ジョージ・ブルース・ハルステッド
ジョージ・ブルース・ハルステッド（英: George Bruce Halsted、1853年11月25日 - 1922年3月16日
）は、幾何学の基礎論を研究し、ボーヤイ・ ロバチェフスキー・サッケーリ・ポアンカレの作品を翻訳してアメリカに非ユークリッド幾何学を導入したアメリカの数学者。通常、G. B. Halstedとして引用される。ヒルベルトの公理を基にした、ハルステッドの初等幾何学の書籍『Rational Geometry』は、フランス語、ドイツ語、日本語に訳された。ハルステッドは、1896年に初等的な教科書、1906年に総合射影幾何学の教科書を作るなど、総合幾何学のオリジナル作品を制作した。

## 経歴
ハルステッドは、プリンストン大学の4期生で、1875年に学士号を、1878年に修士号を獲得した。大学生の間に、大学のチューターと数学フェローになった。続けてジョンズ・ホプキンズ大学に進学しジェームス・ジョセフ・シルベスターの最初の生徒として、1879年Ph.D.を獲得した。 卒業後は、1884年にテキサス大学オースティン校で職を得るまで、 プリンストンの数学科の講師として働いた。

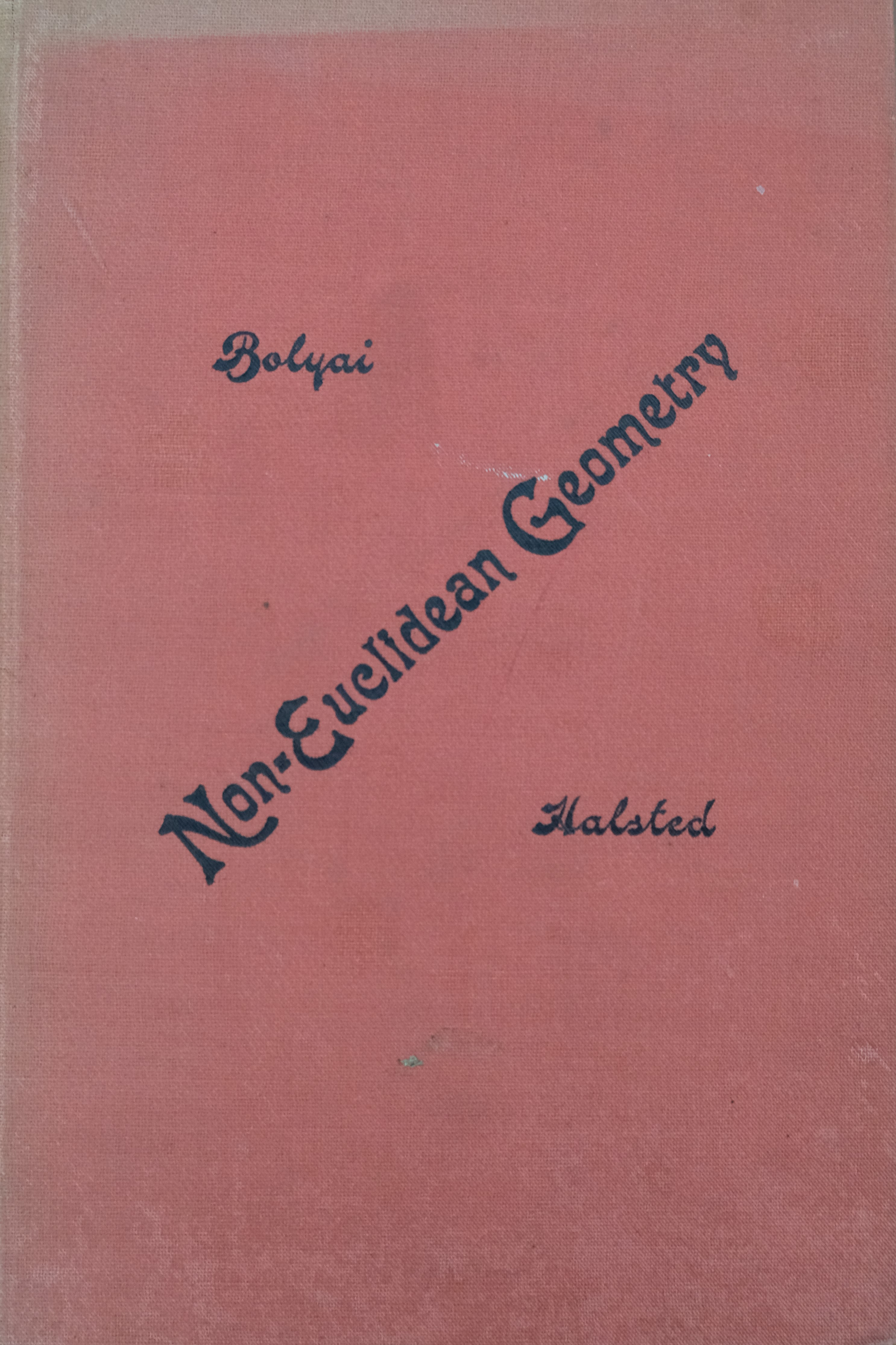
1896年のボーヤイ・ヤーノシュの『The science absolute of space, independent of the truth or falsity of Euclid's axiom XI (which can never be decided a priori)』のコピー本。 ハルステッドによってラテン語から翻訳された。

1884年から1903年まで、ハルステッドはテキサス大学オースティン校の純粋・応用数学科に所属し、最終的には科長の座を得た。彼は、ロバート・リー・ムーアとレオナード・E・ディクソンを含む学生に数学を教えた。 また、幾何学基礎論と多様なユークリッド幾何学の発展について探求し、これは『Rational Geometry』の著作に帰着した。双曲幾何学への興味から、1891年に平行の理論に関するニコライ・ロバチェフスキーの作品を翻訳した。1893年のシカゴの万国博覧会に関連して開催された国際数学会議で論文『Some salient points in the history of non-Euclidean and hyper-spaces』を読んだ。ハルステッドは創立すぐのAmerican Mathematical Monthlyに頻繁に寄稿した。この記事の一つで、 ハルステッドは非ユークリッド幾何学の発展におけるボーヤイ・ヤーノシュの立場を擁護し、 カール・フリードリヒ・ガウスを批判した。詳しくは、1912年9月3日のガウスからクラインに送られた手紙を参照せよ。 
1903年、ハルステッドは若く将来有望な数学者であるムーアを助手に招くことを望んでいたが、大学がムーアを無視してこの地域にルーツを持ち人脈が豊富であるが資格の低い候補者を講師として選んだことを批判する記事を書いたために、大学に解雇された。その後は、 セント・ジョンズ・カレッジ、ケニオン大学（1903 - 1906）、コロラド州立教員大学（1906 - 1914）で教職を務めた。

1913年、Science Pressが、アンリ・ポアンカレの通俗科学の作品のハルステッドによる3つの翻訳本を出版した。序文では、ポアンカレがハルステッドの大陸を渡る活躍に、次のように敬意を示した。
He "has  already taken the trouble to translate many European treatises and thus powerfully contributed to make the new continent understand the thought of the old."
ハルステッドは、アメリカ数学会の会員になり、またアメリカ科学振興協会のバイスプレジデントを務めた。1905年、王立天文学会フェローに選出された。

## 総合射影幾何学

ハルステッドは、シュタイナー円錐曲線のように円錐曲線を導入した。図は、2つの射影からなる射影。

1896年、ハルステッドは　マンスフィールド・メリーマンとロバート・S・ウッドワード（Robert S. Woodward）が発行した『Higher Mathematics』の3次元射影幾何学に関する総合幾何学の章を出版した。1906年には、241の記事と61の問題から成る『Synthetic Projective Geometry』を出版した。24ページでは、シャール、シュタイナー、クレブシュの文献が見られる。4ページの索引、58のテキストと次の叙情的な序文が含まれている。
 "Man imprisoned in a little body, with short-arm hands instead of wings, created for his guidance a mole geometry, tactile space, codified by Euclid in his immortal Elements, whose basal principle is congruence, measurement. Yet man is no mole. Infinite feelers radiate from the windows of his soul, whose wings touch the fixed stars. The angel of light in him created for the guidance of eye-life an independent system, a radiant geometry, a visual space, codified in 1847 by a new Euclid, by the Erlangen professor, George von Staudt, in his immortal Geometrie der Lage, published in the quaint and ancient Nurnberg of Albrecht Durer."
テキストでは、 eject と cut の概念の開発によって、抽象化を透視投影と画面における実践に関連付けている（10頁）。直線はstraightと呼ばれ、無限遠点を含んでいる。 ハルステッドは記事77において、シュタイナー円錐曲線のアプローチを円錐曲線の定義に用いている。
"If two coplanar non-copunctual flat pencils are projective but not perspective, the crosses of correlated straights form a 'range of the second degree' or 'conic range'." 
 円錐曲線の eject は円錐、円錐の cut は円錐曲線となっている。

平面上の任意の4点は、6つの直線（connector）を成し、その交点から3つの点を決めることができる。ハルステッドはもとの4点をdots、4点から定まった3点をcodotと呼んだ。標準的にはこの配置は完全四辺形と呼ばれるが、ハルステッドはこれをtetrastimと言った。それぞれの codot は反対の connectorの組に対応する。4点の調和共役は、
"if the first and third are codots of a tetrastim while the others are on the connectors of the third codot"
と定義された (15, 16頁)。
与えられた円錐曲線Cについて、点Zが極線を持つとする。Zを通るCの弦AD, BCを書く。ABCDを、Zをcodotの一つとする tetrastim と見なす。このとき、Zの極線はABCDの他の2つの codot を通る直線になる（25頁）。共役直径は、無限遠点の極線となる（32頁）。

## 出版物

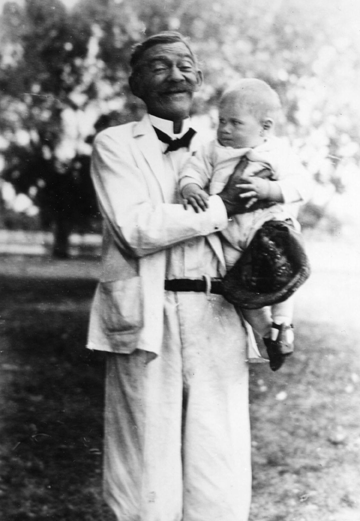
孫を抱えた1920年のジョージ・ハルステッド。

- Metrical geometry; An elementary treatise on mensuration (Boston, Ginn, 1890), インターネットアーカイブへのリンク。
- The Elements of Geometry (New York, Wiley, 1889), @ Internet Archive.
- Elementary Synthetic Geometry (New York, Wiley, 1896) @ Internet Archive
- Synthetic Projective Geometry (New York, Wiley, 1906), @ Internet Archive.
- On the Foundation and Technic of Arithmetic (Chicago, Open Court, 1912), @ Internet Archive.

### 訳書
- Lobachevsky (1897) New Principles of Geometry with a Complete Theory of Parallels, (Austin, Neomon) イェール大学へのリンク。
- Henri Poincaré (1913) The Foundations of Science、 プロジェクト・グーテンベルク。
- János Bolyai (1896) The science absolute of space, independent of the truth of falsity of Euclid's axiom XI (which can never be decided a priori), 米国物理学協会のNiels Bohr Library & Archivesより。
- Girolamo Saccheri (1920)[1733] Euclides Vindicatus[9] 2nd ed. (1986), ジョン・コーコラン（英語版）閲覧: Mathematical Reviews 88j:01013, 1988.

### 邦訳書籍
- 河野孝敬 編、脇山百松 訳『初等幾何学』桜井産作、1890年。第一: NDLJP:828690、第二: NDLJP:828691。